# Сітітелек
Сітітелек (рум. Sititelec) — село у повіті Біхор в Румунії. Входить до складу комуни Хусасеу-де-Тінка.
Село розташоване на відстані 423 км на північний захід від Бухареста, 21 км на південь від Ораді, 129 км на захід від Клуж-Напоки, 134 км на північ від Тімішоари.

## Населення
За даними перепису населення 2002 року у селі проживали 445 осіб.
Національний склад населення села:
| Національність | Кількість осіб | Відсоток |
| -------------- | -------------- | -------- |
| румуни         | 437            | 98,2%    |
| угорці         | 7              | 1,6%     |

Рідною мовою назвали:
| Мова      | Кількість осіб | Відсоток |
| --------- | -------------- | -------- |
| румунська | 439            | 98,7%    |
| угорська  | 6              | 1,3%     |